# Atschischcho
Der Atschischcho (russisch Ачишхо́) ist ein Bergmassiv und dessen höchste Erhebung im westlichen Kaukasus im Süden der russischen Region Krasnodar.
Der Atschischcho liegt 10 km nordwestlich des Wintersportorts Krasnaja Poljana. Er besitzt eine Höhe von 2391 m. Das Bergmassiv besteht aus Glimmerschiefer und Tuffgestein. Es weist markante ureiszeitliche Landschaftsformen und Seen auf. Der Jahresniederschlag liegt bei 3000 mm. Entlang der Südflanke fließt die Msymta.